# ارجاوینانگون
ارجاوینانگون (اندونزیایی: Arjawinangun) شهری در استان جاوه غربی کشور اندونزی است. جمعیت این شهر بر اساس سرشماری سال ۱۹۹۰ میلادی، ۵۳٫۵۶۱ نفر و بر اساس سرشماری سال ۲۰۰۰ میلادی، ۸۵٫۴۴۴ بوده که در سال ۲۰۰۷ میلادی به ۱۱۵٫۳۰۸ نفر افزایش یافته‌است.